# 細菌食性生物
細菌食性生物または バクテリア食性生物  (Bacterivore）は、大体において従属栄養生物であり、細菌(バクテリア)を食作用することによりエネルギーと栄養素を獲得して生存するもっぱら微視的な生物である。原生動物の他の種と同様にアメーバの多くの種は細菌食性生物である。線虫にも多くの例があり、モデル生物として著名なC.エレガンスやそれを含む属もこれに当たる 。通例は細菌の全ての種が捕食対象と成り得るはずであるが、ウェルシュ菌などの一部の種の芽胞はその細胞特性の為に捕食対象になることはないとされる。

## 微生物学の研究において
細菌食性生物は、微生物学の研究をする上で時折、問題になることがある。例えば、科学者が（淡水などの）環境から採集したサンプルに含まれる微生物を研究評価しようとした際、しばしばサンプルは細菌食性生物によって汚染されており、細菌の成長を確認できず結果的に研究を妨害してしまうといった事例である。

## 代表例
- カエノラブディティス・エレガンス
- Ceriodaphnia quadrangula
- Diaphanosoma brachyura
- ツリガネムシ
- ゾウリムシ
- 原生動物の多くの種